# アプリシアトキシン
アプリシアトキシン（aplysiatoxin）は、シアノトキシン（シアノバクテリアの毒素）の一種である。リングビア属 (Lyngbya)、ユレモ属 (Oscillatoria)、スキゾスリックス属 (Schizothrix) のシアノバクテリアから発見されている。シアノバクテリアを餌とするヒメミドリアメフラシ (Stylocheilus longicauda) から1974年に単離・構造決定された。絶対立体配置は1984年にX線結晶構造解析によって決定された。化合物名はアメフラシを表わすAplysiaとtoxin（毒素）に由来する。
1987年に全合成された。

## 類縁体

アプリシアトキシン Aplysiatoxin
デブロモアプリシアトキシン Debromo aplysiatoxin
マナウエアリドA Manauealide A
オシラトキシンA Oscillatoxin A